# 懿伯
懿伯（？—前539年），姬姓，鲁国大夫，是孟献子的儿子，孟庄子、仲孙它的弟弟。
前539年，叔弓到滕国会葬滕成公，回国懿伯去世，懿伯的侄子子服惠伯（仲孙它的儿子）劝叔弓先向国君鲁昭公复命，不能以私废公。